# Boreás
Boreás (řecky Βορέας, latinsky Boreas nebo Aquilo) v řecké mytologii je synem Titána Astraia a bohyně ranních červánků Éós. Je bohem severního větru nebo též severní vítr sám.
Jeho bratry jsou:
- Euros nazývaný též Argestés (dle Hésioda) – bůh východního nebo jihovýchodního větru
- Zefyros – bůh mírného západního větru
- Notos – bůh jižního větru

Boreás je ze všech větrů nejsilnější a nejprudší. Jeho domovské sídlo je v Thrákii, na svých křídlech se však prohání po celém světě.
Jeho manželkou se stala Óreithýia, dcera athénského krále Erechthea. Jelikož ona se za něj nechtěla provdat, unesl ji násilím. Spolu měli dva okřídlené syny jménem Kalaís a Zétés, kteří se proslavili mnoha hrdinskými činy, mimo jiné také se zúčastnili výpravy Argonautů do Kolchidy pro zlaté rouno. Kromě nich měli Boreás a Órethýia také dcery Chioné a Kleopatru, která se provdala za thráckého krále Fínea.